# G. Lloyd Spencer
G. Lloyd Spencer (Sarcoxie, 1893. március 27. – Hope, 1981. január 14.) az Amerikai Egyesült Államok szenátora (Arkansas, 1941–1943).